# Leukoantocijanidin reduktaza
Leukoantocijanidin reduktaza (EC 1.17.1.3, leuocijanidinsk reduktaza) je enzim sa sistematskim imenom (2R,3S)-katehin:NADP+ 4-oksidoreduktaza. Ovaj enzim katalizuje sledeću hemijsku reakciju
(2)-katehin + NADP+ + 2O {\displaystyle \rightleftharpoons } 2,3-trans-3,4-cis-leuocijanidin + NADPH + H+
Ovaj enzim katalizuje sintezu katehina, katehin-4beta-ola (leuocijanidina) i srodnih flavan-3-ola: afzelehina i galokatehina.

## Literatura
- Nicholas C. Price; Lewis Stevens (1999). Fundamentals of Enzymology: The Cell and Molecular Biology of Catalytic Proteins (Third изд.). USA: Oxford University Press. ISBN 019850229X.
- Eric J. Toone (2006). Advances in Enzymology and Related Areas of Molecular Biology, Protein Evolution (Volume 75 изд.). Wiley-Interscience. ISBN 0471205036.
- Branden C; Tooze J. Introduction to Protein Structure. New York, NY: Garland Publishing. ISBN 0-8153-2305-0.
- Irwin H. Segel. Enzyme Kinetics: Behavior and Analysis of Rapid Equilibrium and Steady-State Enzyme Systems (Book 44 изд.). Wiley Classics Library. ISBN 0471303097.
- William P. Jencks (1987). Catalysis in Chemistry and Enzymology. Dover Publications. ISBN 0486654605.

## Spoljašnje veze
- Leucoanthocyanidin+reductase на 